# Geçityaka (Pertek)
Geçityaka ist ein Dorf (Köy) im Landkreis Pertek der türkischen Provinz Tunceli. Im Jahr 2011 lebten in Geçityaka 171 Menschen. Der frühere Ortsname lautet Balan. Die kurdische Bezeichnung ist Çûçik.